# Cyphostemma boranense
Cyphostemma boranense är en vinväxtart som beskrevs av K. Vollesen. Cyphostemma boranense ingår i släktet Cyphostemma och familjen vinväxter. Inga underarter finns listade i Catalogue of Life.